# Aplogruppo F (Y-DNA)
In genetica umana l'aplogruppo F o FT(M89, M213/P137) del cromosoma Y è un aplogruppo umano, ramo del macro aplogruppo CF.

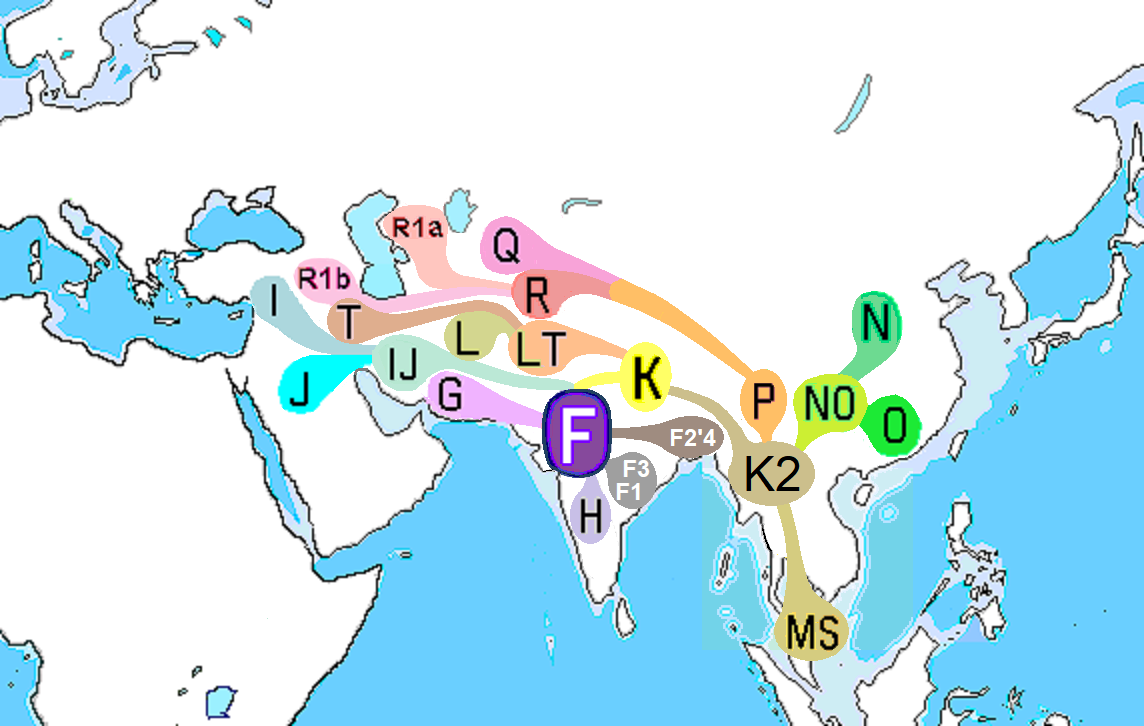
Probabile origine e diffusione del aplogruppo F del cromosoma Y.

L'aplogruppo F indica quindi la discendenza del cosiddetto "Adamo euroasiatico", ovvero la discendenza maschile di un uomo dal quale è discesa all'incirca il 90% della popolazione maschile attualmente esistente fuori dall'Africa Subsahariana.

## Origini e diffusione
Si ritiene che l'aplogruppo F sia comparso in un periodo non ben definito ma fra i 50.000 ed i 60.000 anni fa ed in una zona che potrebbe andare dall'Africa settentrionale all'Asia sudoccidentale, ma più probabilmente sorse nell'area indiana, ove il paragruppo F (F*, F1, F2, F3 ed F4) è attualmente ancora presente.
L'aplogruppo G sorse probabilmente in Medio-Oriente o nel Caucaso intorno a 10/20.000 anni fa e si diffuse nel vicino oriente e nell'Europa meridionale. 
L'aplogruppo IJK corrisponde probabilmente a una ondata migratoria dal Medio-Oriente o all'Asia occidentale che, probabilmente attraverso l'attuale Bosforo, a partire da 45.000 anni fa, si diffuse in Europa con l'uomo di Cro-Magnon, durante il Paleolitico e poi in epoca neolitica dalle steppe russe con altro ramo. 
L'aplogruppo H si originò forse in India 30-40.000 anni fa, dove persistette fino a ridiffondere in epoche storiche con i Gitani.

## Albero filogenetico dell'aplogruppo F (cromosoma Y)
F (M89/PF2746, CTS9534/PF2727/M3733, M213/P137, M235, P14 e altre 191 mutazioni)
- F* è diffuso in India con una distribuzione simile all'aplogruppo H.[4]
- F1 (P91, P104): è stato trovato in Sri Lanka.[5]
- F3 (M481): è stato trovato nel popolo Tharu (India e Nepal) e a sud in un campione tribale dell'Andhra Pradesh.[6]
- F-Y27277 (F15527)
  - F2 (M427): è sparso in Cina e nel sud-est asiatico.[7]
  - F4 (Z40733): trovato in Vietnam.[8]
- GHIJK o G-T (F1329) 
  - G (M201, U2): le maggiori frequenze si riscontrano nel Caucaso, ma ha avuto origine nell'Asia occidentale.[9] Presente anche tra i Mediorientali e nell'Europa meridionale.
  - HIJK (L15)
    - H (M69, M370): diffuso principalmente nel Subcontinente indiano[10] e negli zingari.
    - IJK (L15/S137, L16/S138)
      - IJ (M429)
        - I (M170): tipico dell'Europa.
        - J (12f2.1, M304) predominante nel Vicino Oriente.

      - K (M9)
        - LT (L298): Ha le sue principali frequenze nell'Asia meridionale, anche se la maggiore diversità è in Medio Oriente.
        - K2 (M526): si diffuse in tutto il mondo, anche se avrebbe avuto origine nel sud-est asiatico.